# Banamè
Banamè est l'un des six arrondissements de la commune de Zagnanado dans le département du Zou au sud-est du Bénin.

## Géographie

### Climat
Banamè possède un climat de savane de type Aw selon la classification de Köppen. Les précipitations sont en moyenne de 1 003,4 mm par an, beaucoup plus abondantes en été qu'en hiver. La température moyenne annuelle est de 27,1 °C.

### Hydrographie
L'arrondissement est arrosé par la rivière Samion et le Zou, affluent de rive droite de l'Ouémé.

## Démographie
Lors des différents recensements conduits par l'Institut national de la statistique et de l'analyse économique (INSAE), le nombre d'habitants de l'arrondissement de Banamè était le suivant :
- 1979 (RGPH-1) : 5 443[3]
- 1992 (RGPH-2) : 8 005[3]
- 2002 (RGPH-3) : 11 369[3]
- 2013 (RGPH-4) :17 868[1]